# Port lotniczy Mariscal Lamar
Port lotniczy Mariscal Lamar – port lotniczy położony w mieście Cuenca, w Ekwadorze.